# Позикова каса
«Позикова каса» (англ. The Pawnshop; інші назви — At the Sign of the Dollar / High and Low Finance) — американський німий короткометражний фільм Чарлі Чапліна, випущений 2 жовтня 1916.

## Сюжет
Чарлі взяли на роботу в крамницю лихваря. Помічнику господаря новий працівник абсолютно не подобається, і між ними відбувається сварка. Після купи витівок Чарлі звільняють, але дають йому другий шанс. Він приймає годинники в заставу.

## У ролях
- Чарлі Чаплін — службовець в крамниці
- Генрі Бергман — лихвар
- Една Первіенс — його дочка
- Джон Ренд — другий працівник
- Альберт Остін — клієнт з годинником
- Ерік Кемпбелл — грабіжник
- Джеймс Келлі — прохожий / жінка з акваріумом
- Френк Коулмен — поліцейський